# Броктън
Броктън (на английски: Brockton) е град в САЩ, един от двата административни центъра на окръг Плимът, щата Масачузетс (другият е град Плимът). Населението на града е 95 672 души (по приблизителна оценка от 2017 г.), което го прави 7-и по големина в щата. Броктън понякога е наричан Градът на шампионите, най-вече заради успеха на местните боксьори Роки Марчиано и Марвин Хаглър и заради успешните спортни програми на местната гимназия.